# Richard Lyons (racerförare)
Richard Lyons, född den 8 augusti 1979 i Nordirland, är en brittisk racerförare.

## Racingkarriär
Lyons körde i Formel Palmer Audi, där han blev tvåa 1999, vilket ledde till en styrning i Formel Nippon från och med 2001. 2002 tog han sin första pallaplacering, och 2003 kom första segern. Hans progressiva utveckling ledde till titeln 2004, samtidigt som han vann Super GT-titeln. 2005 blev han trea i båda serierna. Efter det planade hans karriär ut, och Lyons körde inte i Nipponserien förrän 2008 i ett tillfälligt inhopp.